# Recoleta (Buenos Aires)
Pour les articles homonymes, voir Recoleta.

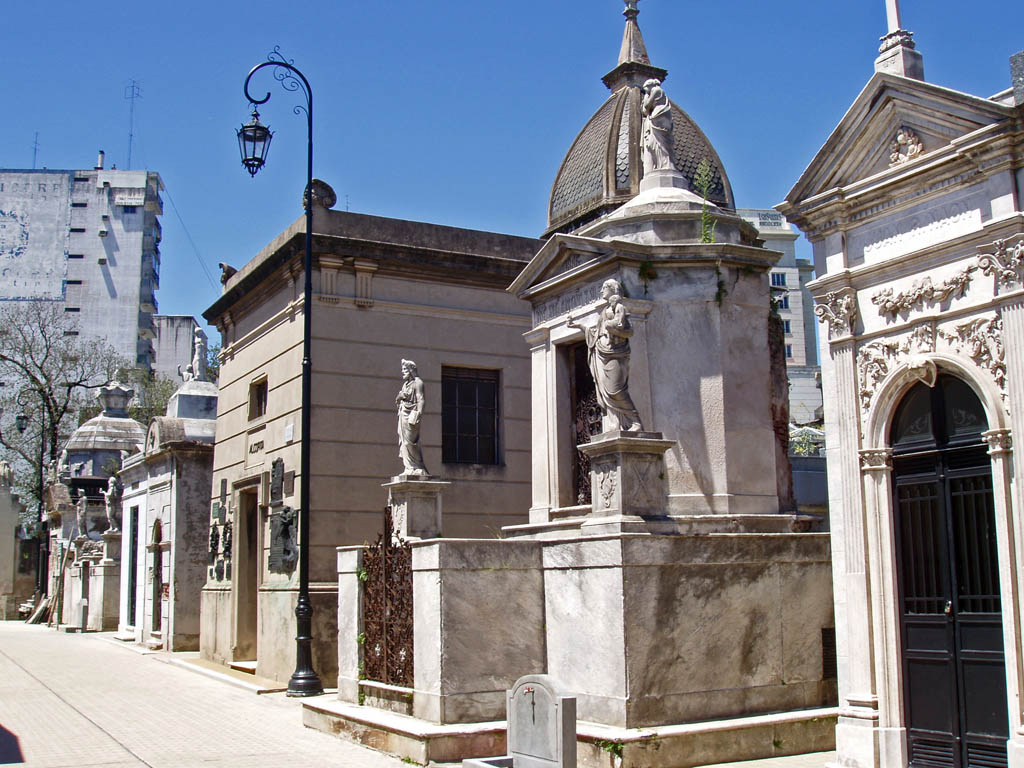
Cimetière de Recoleta.

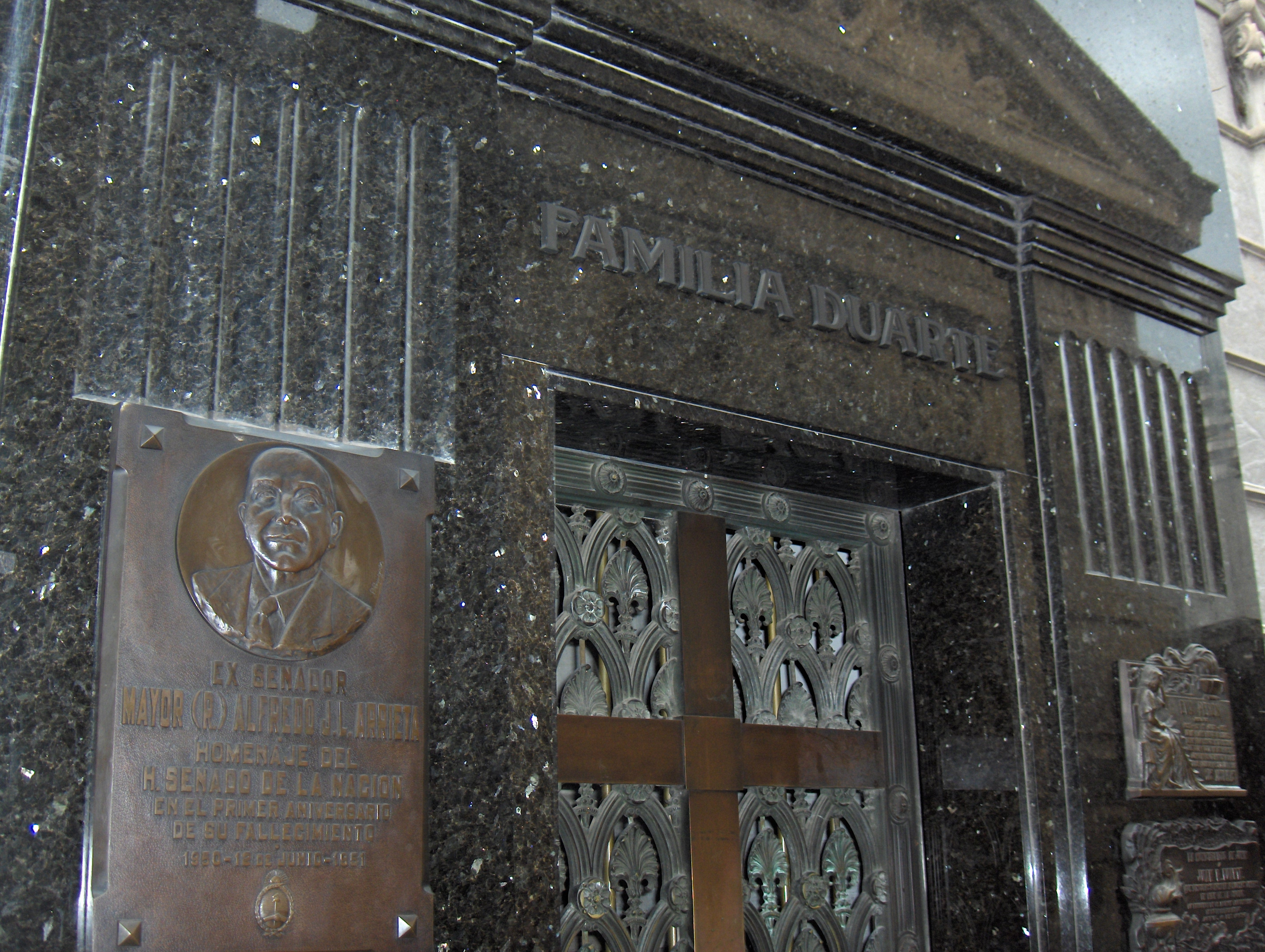
Dans le cimetière de Recoleta repose Eva Perón, épouse du président Juan Domingo Perón.

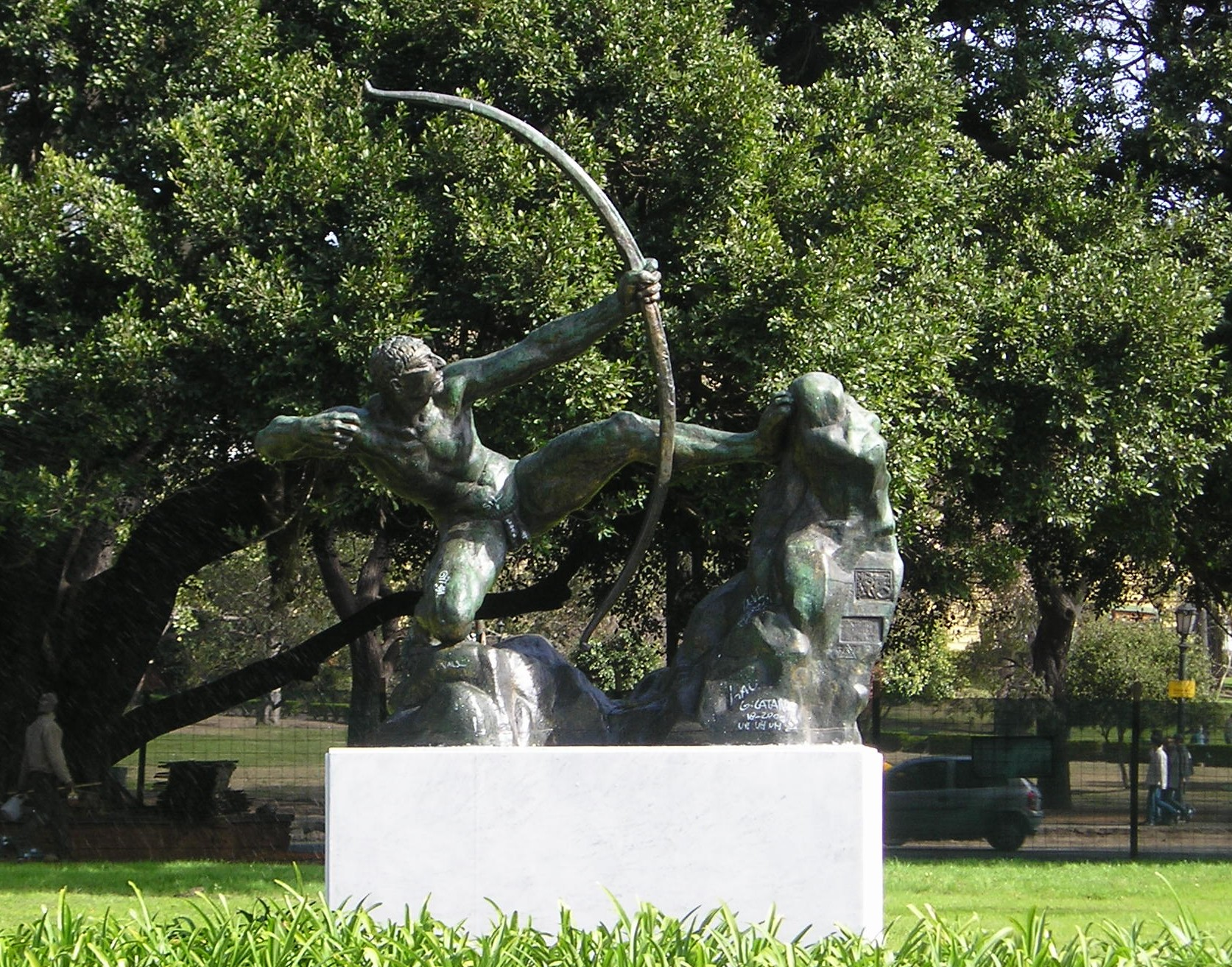
El arquero de Antoine Bourdelle.

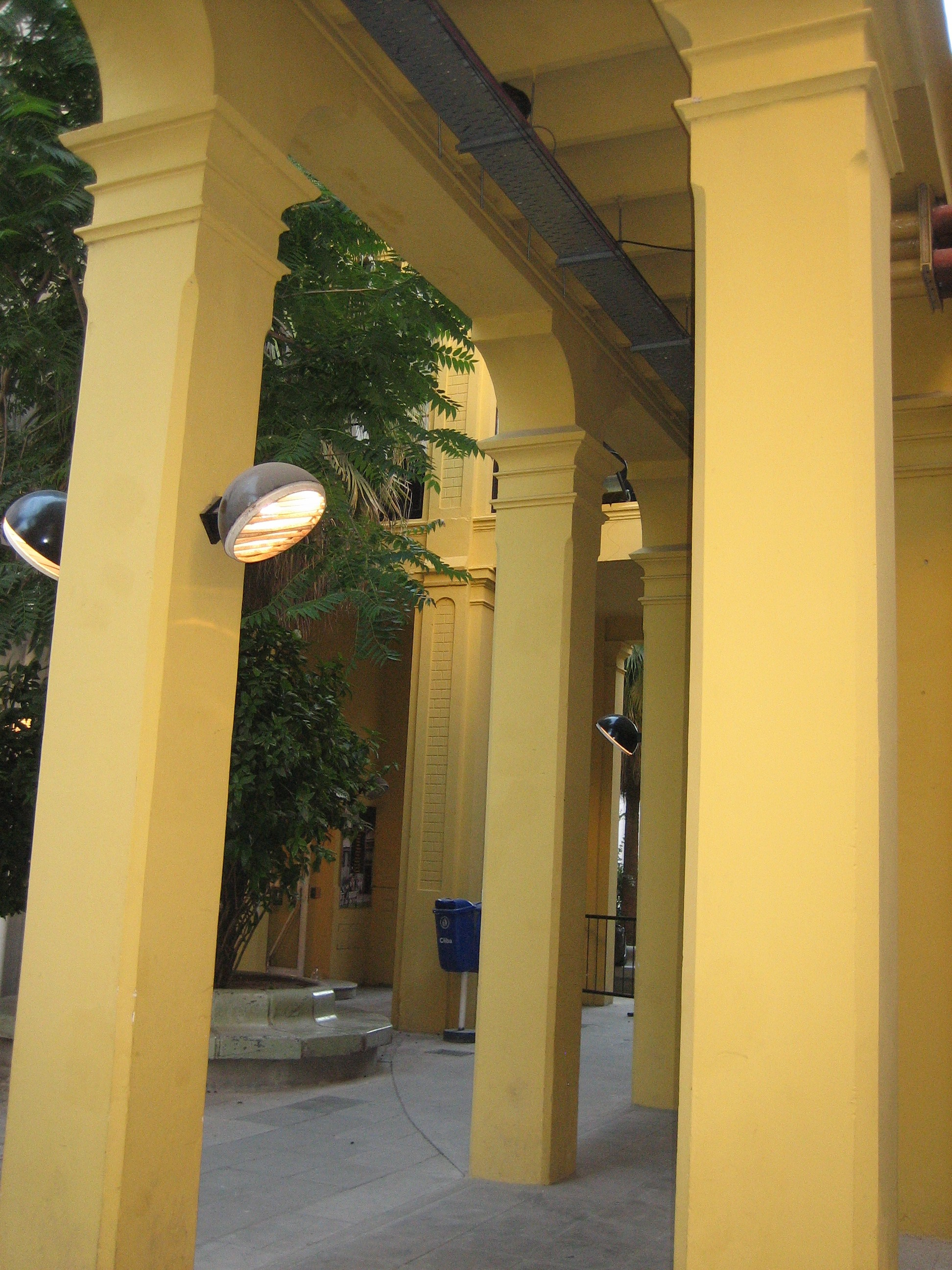
L'espace Buenos Aires Design à La Recoleta

Recoleta est un quartier (barrio) résidentiel du centre de Buenos Aires (Argentine). C'est une zone de grand intérêt historique et architectural, spécialement grâce au Cimetière de Recoleta qui y est situé. Le quartier de Recoleta est un important foyer touristique de la ville.

## Description
Recoleta doit son nom au couvent des récollets, membres de l'ordre des Franciscains qui s'établit dans le quartier au début du XVIIIe siècle, y fondant un couvent et une église dédiée à Nuestra Señora del Pilar (La Recoleta) et joint à cette dernière le cimetière. La plaza del Pilar est à peu près le centre du quartier, et est l'un de ses points les plus élevés.
À la fin du XIXe siècle ce lieu élevé, donc réputé sain, attira les familles riches et puissantes de la cité, qui échappaient ainsi à l'épidémie de fièvre jaune. Depuis lors c'est l'un des quartiers les plus élégants et huppés de Buenos Aires, comprenant de belles maisons familiales, des ambassades et des hôtels de luxe, dont l'Alvear Palace Hotel, le plus luxueux d'Amérique latine.
Avec les quartiers voisins de Retiro et de Palermo, Recoleta fait partie d'un ensemble connu sous le nom de Barrio Norte (es) (en français Quartier Nord), lieu traditionnel de résidence des secteurs les plus aisés de la société où se concentre une bonne partie de la vie culturelle de la ville. En plus des monuments historiques, il héberge le Musée national des Beaux Arts d'Argentine, la Bibliothèque nationale, le Centre culturel Recoleta et divers pavillons d'exposition.

## Attractions culturelles
Le quartier de Recoleta se distingue par ses nombreux espaces culturels.

### Cimetière de Recoleta
Le cimetière de Recoleta est l'une des principales attractions touristiques du quartier.

### Musées et centres culturels
Près du cimetière se trouve un ancien asile pour vieillards, géré à cette époque par les
moines récollets. Lorsqu'il cessa de fonctionner, il fut acquis par la municipalité et converti en ce qui est le Centro Cultural Recoleta (es), l'une des salles d'expositions d'arts
plastiques les plus importants de la ville. À quelque 150 mètres, après avoir traversé la très élégante Avenida del Libertador, se trouve le Musée national des beaux-arts d'Argentine (Museo Nacional de Bellas Artes ou MNBA), qui dans son exposition permanente possède des œuvres de valeur inestimable.
À l'est, dans la rue calle Posadas, se trouve le Palais de Glace, qui au milieu du XXe siècle était une piste de patinage sur glace, convertie depuis en grand centre d'expositions. Mille cinq cents mètres plus loin vers le nord dans l'Avenida Figueroa Alcorta se trouve le Musée d'Art latino-américain de Buenos Aires (Museo de Arte Latinoamericano de Buenos Aires, couramment appelé MALBA), autre musée des Beaux-Arts (bien que se situant déjà dans le quartier de Palermo). Il y a également beaucoup de galeries d'art indépendantes à Recoleta.
Loin des beaux arts, une étrange construction de style moderne brutaliste-rationaliste sur l'avenida del Libertador loge la Biblioteca Nacional de la República Argentina. L'édifice fut terminé en 1993, après vingt ans de construction. Il compte plus de quatre millions de livres, y compris vingt incunables, parmi lesquels un exemplaire de La Divine Comédie de Dante.
Dans le quartier de Recoleta, on trouve aussi certains des collèges les plus anciens et les plus prestigieux de la capitale. Parmi eux l'Escuela Superior de Comercio Carlos Pellegrini, le Colegio Champagnat, l'Escuela Argentina Modelo, le Colegio Jesús María et le Club Francés de Buenos Aires. Enfin notons l'imposante construction de la Faculté de Droit construite dans les années 1940 du côté nord de l'Avenida Figueroa Alcorta.

### Un foisonnement de statues
Le quartier compte de nombreuses statues et sculptures à l'air libre, dans des parcs ou sur les places. On a pu affirmer, exagérément sans doute, que « Recoleta est le quartier qui possède le plus de statues au monde ». Parmi elles soulignons El último centauro, El Arquero et la statue équestre de Carlos María de Alvear, œuvres du sculpteur Antoine Bourdelle, la Floralis Generica (d'Eduardo Catalano), et le Torso Masculino Desnudo de Fernando Botero. Dans le cimetière on peut voir bien des œuvres d'art de valeur, peu connues à cause du contexte funéraire. Cependant on ne peut ignorer la sculpture appelée Cristo Muerto de Giulio Monteverde. Dans la Basilique voisine d'El Pilar on peut apprécier de belles pièces d'art colonial et -spécialement- une belle sculpture monoxyle (d'une seule pièce de bois) qui représente un apôtre, œuvre du grand sculpteur espagnol Alonso Cano.

### Espaces verts
Bien qu'une grande partie du quartier de Recoleta soit construite, il y a aussi une grande quantité de places et de parcs. Sur l’avenida del Libertador et l’avenida Figueroa Alcorta, se trouvent la plaza Alemania, la plaza Austria, la plaza Uruguay, la plaza Chile, la véritable plaza Francia, la plaza Intendente Alvear et bien d'autres. La plaza Vicente López se trouve à l'intersection des rues calle Montevideo et calle Paraná. Dans les années 1980 il exista un parc de divertissements, Italpark, qui fut fermé en 1990. Sur les terrains que ce parc occupait se trouve actuellement le Parque Thays.

### Arbre célèbre

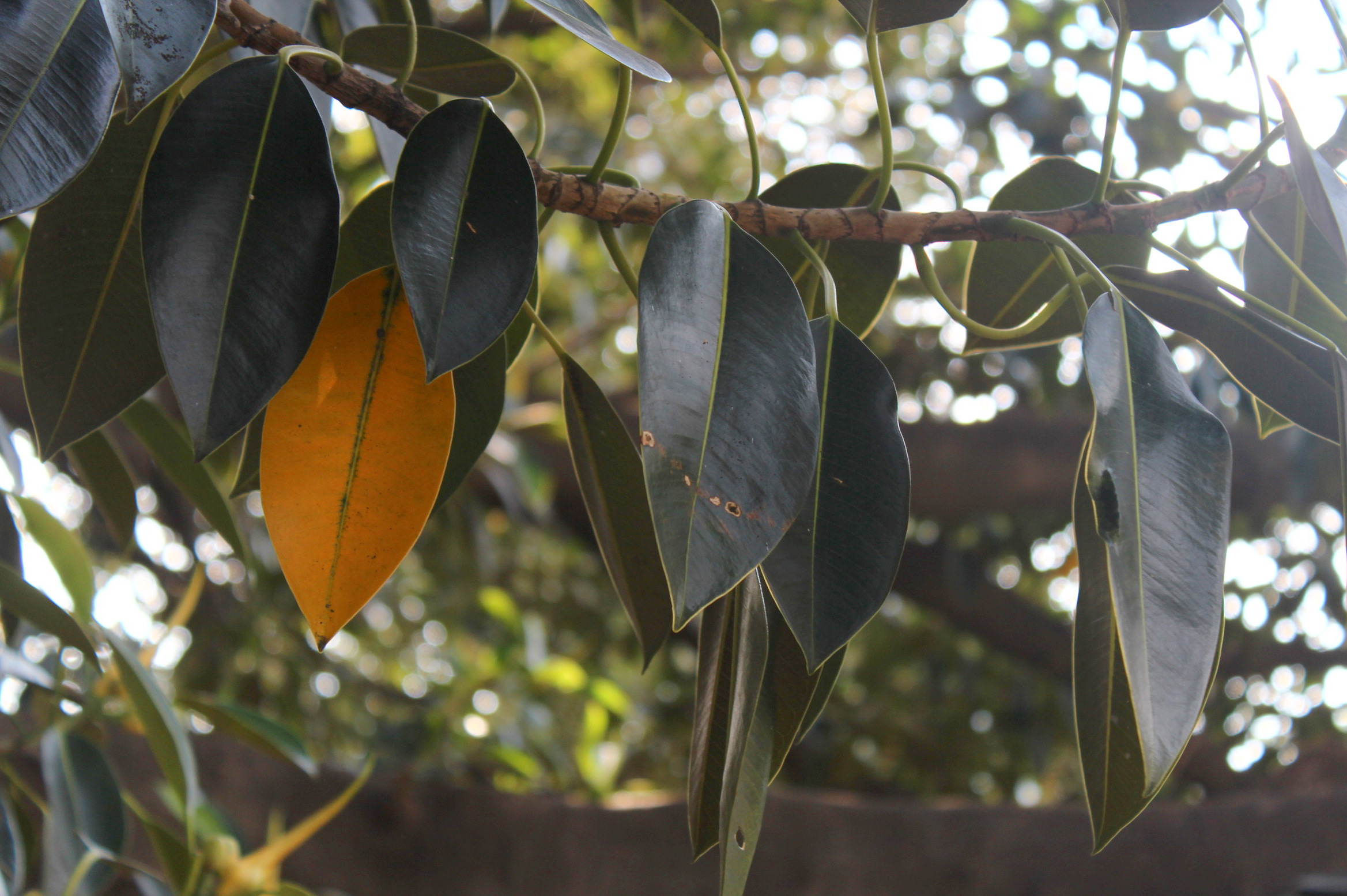
Feuilles du gommier de la Recoleta.

Le gomero de la Recoleta, un Ficus macrophylla de la famille des Moraceae est considéré comme l'un des plus vieux arbres de la ville. L'arbre atteint 20 m de haut et sa cime 50 m de diamètre.
Concernant son origine, plusieurs versions existent. Il aurait été planté en 1791ou par les pères Recoletos en 1823 dans l'actuel cimetière de la Recoleta puis déplacé à sa position actuelle. Selon une autre version, le Gomero de la Recoleta aurait été le premier spécimen de son espèce, planté en 1891 par l'agronome Martin José de Altolaguirre et Pando, éminent voisin, qui détenait alors une ferme dénommée De la Recoleta[réf. nécessaire]. 

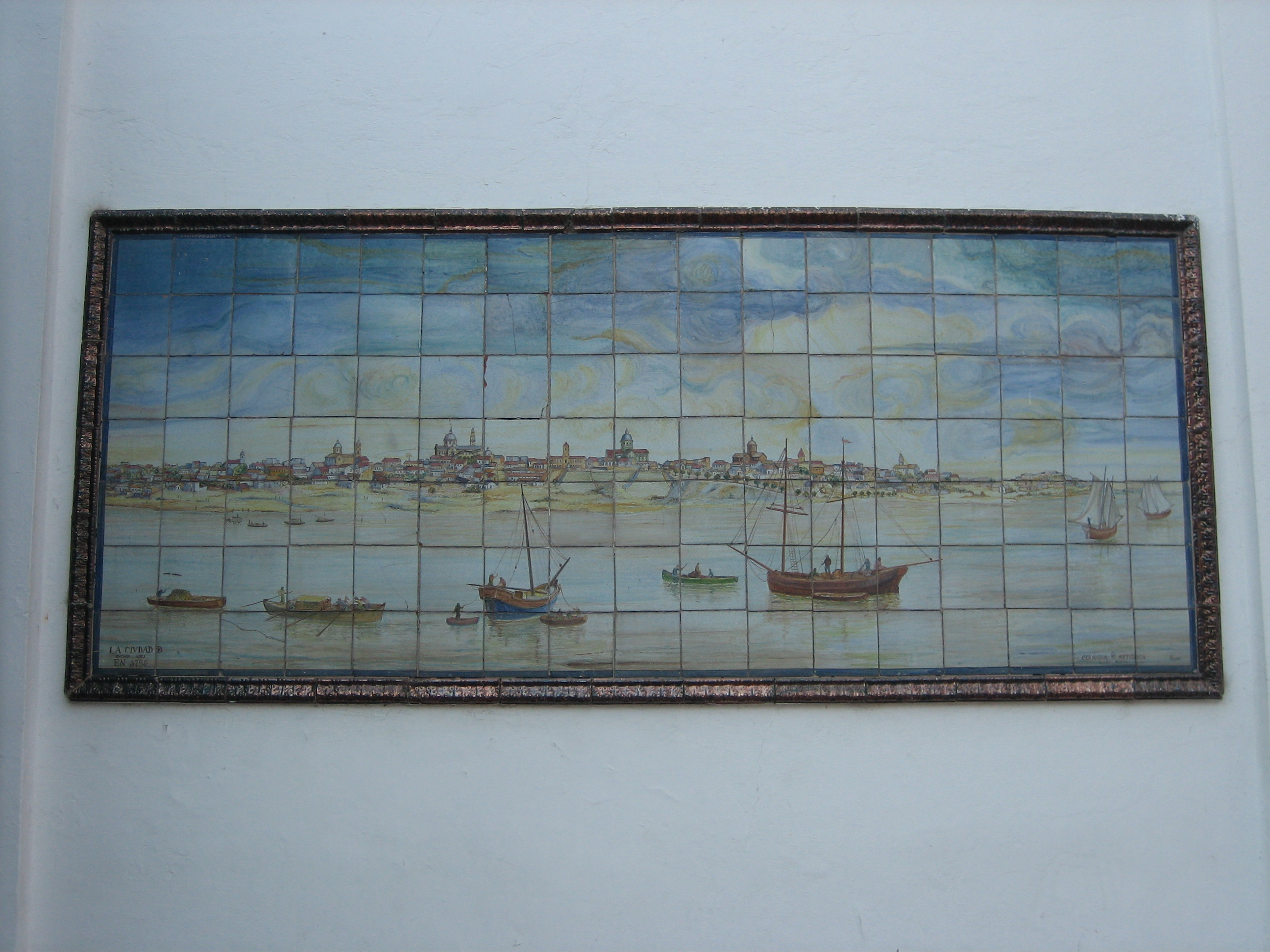
Mosaïque

Le 12 octobre 2014 est installé l'Atlas de Recoleta, sculpture de l'artiste uruguayen Joaquin Arbiza Brianza, représentant un homme soutenant sur ses épaules l'une des ramifications de l'arbre.

## Commerces et restaurants

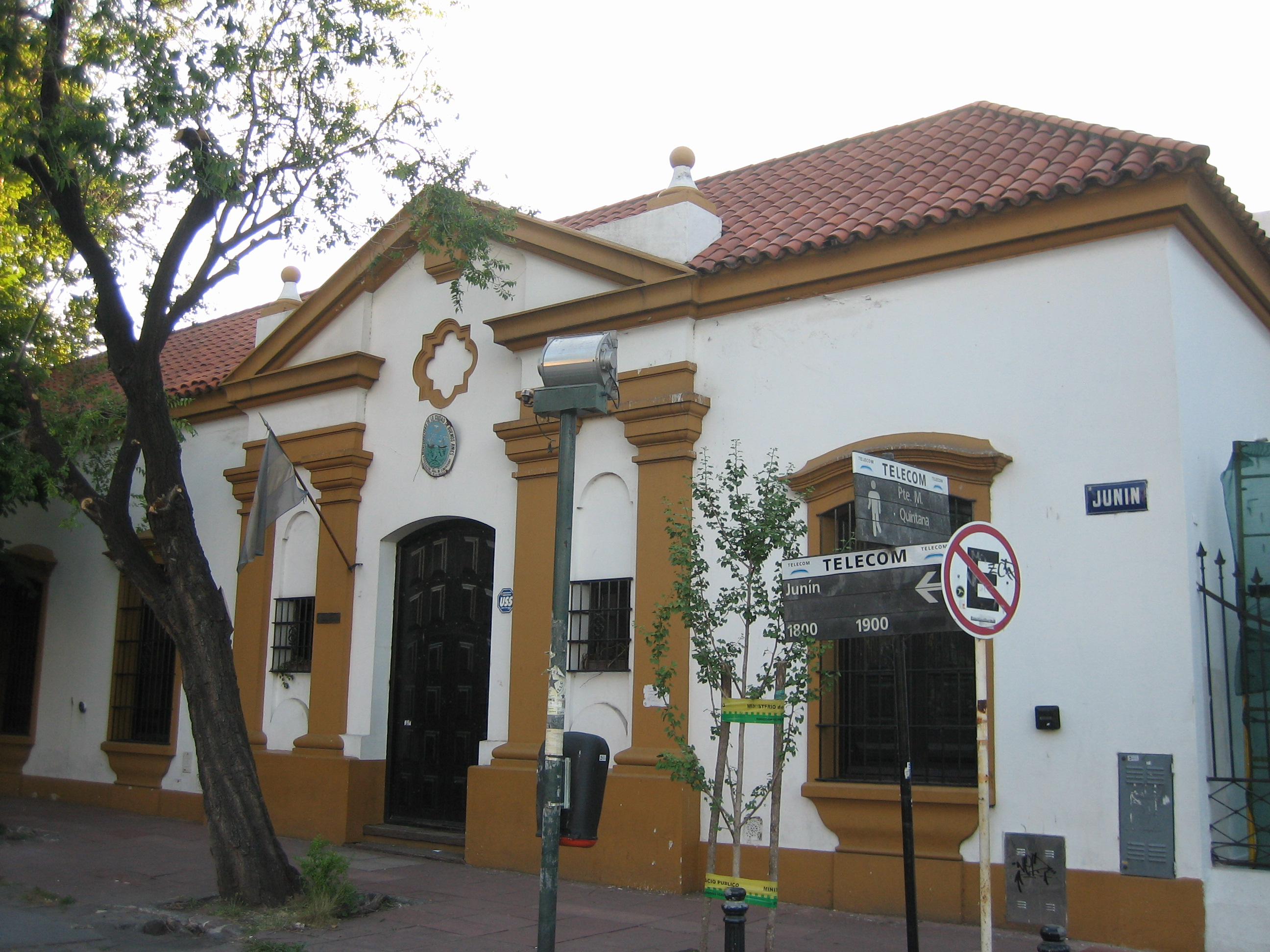
La Calle Junin

Dans le quartier se trouvent des succursales des plus importantes maisons de mode du monde et des centres commerciaux haut de gamme. C'est aussi un centre gastronomique raffiné. Ses restaurants, dont beaucoup ont reçu des prix internationaux, sont en majorité situés dans le quartier piétonnier Ortiz.
Le célèbre cuisinier Carlos Alberto Dumas y a ouvert plusieurs restaurants.